# Тулузький університет
Тулузький університет (фр. l'Université de Toulouse) — один з найстаріших університетів Франції та Європи, заснований 1229 року. Заснування Тулузького університету було однією з умов миру, нав'язаного графу Раймунду VII після Альбігойських війн; новий університет мав насаджувати на єретичному Півдні правовірний католицизм. Серед засновників університету був переслідувач альбігойців єпископ Фолькет Марсельський.
Відомий завдяки своїй сильній правовій школі. Тут у Середньовіччі працювали Жан Боден та Етьєн Доле, а у нові часи такі крупні постаті права й соціології, як Жан Жорес, Моріс Оріу, Раймон Арон і Жорж Ведель.
Під час Французької революції Тулузький університет розділив долю всіх інших провінційних університетів — його було закрито, а майно конфісковано. У XIX столітті вища освіта в Тулузі існувала у вигляді автономних факультетів, відтворених Наполеоном I. У 1896 році було заново започатковано Тулузький університет, після травневих подій 1968 року розформований на:
- Університет Тулуза 1: Капітолій
- Університет Тулуза 2: Ле Мірай
- Університет Тулуза 3: Поль Сабатьє
- Національний інститут прикладних наук (INSA)
- Національний політехнічний інститут Тулузи
- Вищий інститут аеронавтики й космосу
- Тулузька бізнес-школа.

Його наступником є Університет Тулузи-Південних-Піренеїв, заснований у 2007.